# Neudorf bei Passail
Neudorf bei Passail è una frazione di 482 abitanti del comune austriaco di Passail, nel distretto di Weiz, in Stiria. Già comune autonomo, il 1º gennaio 2015 è stato aggregato a Passail assieme agli altri comuni soppressi di Arzberg e Hohenau an der Raab.